# Max Weinhold
Max Weinhold, född den 30 april 1982 i München, Tyskland, är en tysk landhockeyspelare.
Han tog OS-guld i herrarnas landhockeyturnering i samband med de olympiska landhockeytävlingarna 2008 i Peking.
Han tog OS-guld igen i samma gren i samband med de olympiska landhockeytävlingarna 2012 i London.